# RNF128
RNF128 (англ. Ring finger protein 128, E3 ubiquitin protein ligase) – білок, який кодується однойменним геном, розташованим у людей на X-хромосомі. Довжина поліпептидного ланцюга білка становить 428 амінокислот, а молекулярна маса — 46 521.
| 10         |  | 20         |  | 30         |  | 40         |  | 50         |
| ---------- |  | ---------- |  | ---------- |  | ---------- |  | ---------- |
| MGPPPGAGVS |  | CRGGCGFSRL |  | LAWCFLLALS |  | PQAPGSRGAE |  | AVWTAYLNVS |
| WRVPHTGVNR |  | TVWELSEEGV |  | YGQDSPLEPV |  | AGVLVPPDGP |  | GALNACNPHT |
| NFTVPTVWGS |  | TVQVSWLALI |  | QRGGGCTFAD |  | KIHLAYERGA |  | SGAVIFNFPG |
| TRNEVIPMSH |  | PGAVDIVAIM |  | IGNLKGTKIL |  | QSIQRGIQVT |  | MVIEVGKKHG |
| PWVNHYSIFF |  | VSVSFFIITA |  | ATVGYFIFYS |  | ARRLRNARAQ |  | SRKQRQLKAD |
| AKKAIGRLQL |  | RTLKQGDKEI |  | GPDGDSCAVC |  | IELYKPNDLV |  | RILTCNHIFH |
| KTCVDPWLLE |  | HRTCPMCKCD |  | ILKALGIEVD |  | VEDGSVSLQV |  | PVSNEISNSA |
| SSHEEDNRSE |  | TASSGYASVQ |  | GTDEPPLEEH |  | VQSTNESLQL |  | VNHEANSVAV |
| DVIPHVDNPT |  | FEEDETPNQE |  | TAVREIKS   |  |            |  |            |

A: Аланін

C: Цистеїн

D: Аспарагінова кислота

E: Глутамінова кислота

F: Фенілаланін

G: Гліцин

H: Гістидин

I: Ізолейцин

K: Лізин

L: Лейцин

M: Метіонін

N: Аспарагін

P: Пролін

Q: Глутамін

R: Аргінін

S: Серин

T: Треонін

V: Валін

W: Триптофан

Кодований геном білок за функцією належить до трансфераз. 
Задіяний у таких біологічних процесах, як убіквітинування білків, альтернативний сплайсинг. 
Білок має сайт для зв'язування з іонами металів, іоном цинку. 
Локалізований у цитоплазмі, цитоскелеті, мембрані.